# Ла-Гуанча
Ла-Гуанча (ісп. La Guancha) — муніципалітет в Іспанії, у складі автономної спільноти Канарські острови, у провінції Санта-Крус-де-Тенерифе, на острові Тенерифе. Населення — 5475 осіб (2010).
Муніципалітет розташований на відстані близько 1790 км на південний захід від Мадрида, 40 км на захід від Санта-Крус-де-Тенерифе.
На території муніципалітету розташовані такі населені пункти: (дані про населення за 2010 рік)
- Ель-Конвенто: 40 осіб
- Лас-Крусітас: 67 осіб
- Ла-Гуанча: 3230 осіб
- Оя-лос-Паблос: 85 осіб
- Ломо-Бланко: 7 осіб
- Лас-Лонгерас: 117 осіб
- Льяно-де-Мендес: 32 особи
- Лас-Монтаньєтас: 107 осіб
- Ель-Піналете: 182 особи
- Санта-Каталіна: 496 осіб
- Санто-Домінго: 986 осіб
- Лас-Соррібас: 52 особи
- Тьєрра-де-Коста: 74 особи

## Демографія
Динаміка населення (INE ):

## Галерея зображень

Розташування муніципалітету на острові Тенерифе